# Stainless Steel Rat
Stainless Steel Rat sau James Bolivar DiGriz, alt nume Slippery Jim, este un personaj fictiv din seria de romane științifico-fantastice umoristice scrise de autorul american Harry Harrison. În romane, el este un anti-erou și face parte dintr-o ghildă a hoților. Este maestru al deghizărilor și expert în arte marțiale. El adoră furtișagurile dar este împotriva uciderii altor persoane.

## Listă de cărți
- The Stainless Steel Rat (1961)
- The Stainless Steel Rat's Revenge (1970)
- The Stainless Steel Rat Saves the World (1972)
- The Stainless Steel Rat Wants You (1978)
- The Stainless Steel Rat for President (1982)
- A Stainless Steel Rat Is Born (1985)
- The Stainless Steel Rat Gets Drafted (1987)
- The Golden Years of the Stainless Steel Rat (1993)
- The Stainless Steel Rat Sings the Blues (1994)
- The Stainless Steel Rat Goes to Hell (1996)
- The Stainless Steel Rat Joins the Circus (1999)
- The Stainless Steel Rat Returns (2010)